# 드미트리 랍테프
드미트리 야코블레비치 랍테프(러시아어: Дмитрий Яковлевич Лаптев) (1701 – 1771년  January(율리우스력 10 January))는 러시아의 북극 탐험가이자 해군 소장(1762)이었다. 드미트리랍테프 해협은 그의 이름을 따서 명명되었고, 랍테프해는 그와 그의 사촌이자 동료 북극 탐험가인 하리톤 랍테프의 이름을 따서 명명되었다.

## 어린 시절
드미트리 랍테프는 1701년 벨리키예 루키 근처 볼로토보 마을에서 태어났다. 1년 전 그의 사촌 하리톤 랍테프는 인근 볼로토보에서 태어났다. 그와 그의 사촌은 표트르 1세가 설립한 상트페테르부르크의 수학 및 항해 과학 학교의 초기 학생 중 일부였다. 졸업 후 그는 빠르게 해군 계급을 올라 여러 다른 선박에서 고위 해군 장교가 되었다.

## 북극 탐험
드미트리 랍테프는 1735년 비투스 베링 휘하의 제2차 캄차카 탐험에 배정된 해군 중위였다. 1736년 야쿠츠크 선장 바실리 프론치셰프의 사망으로 베링은 랍테프를 야쿠츠크 승무원장으로 임명하고 레나강에서 동쪽으로 북극해 연안을 지도화하도록 했다. 베링의 허락을 받아 랍테프는 겨울 동안 상트페테르부르크로 돌아갔다. 이듬해 두 번째 시도 또한 탐험대의 동쪽 함대에 도달하는 데 실패했다.
1739년, 랍테프는 대륙의 극동 축치 자치구의 아나디르 지역을 지도화하는 탐험대의 지휘관이었다. 탐험은 처음에는 잘 진행되지 않았고 야쿠츠크는 매우 빠르게 얼음에 갇혔다. 그 겨울 랍테프가 이끄는 승무원들은 하부 인디기르카강의 원주민들 사이에서 생활한 최초의 러시아인들이었다. 루스코예 우스티예의 마을 주민들은 중요한 식량과 도움을 제공했으며, 심지어 봄이 오자 배를 개방 수역으로 옮기기도 했다. 해상 여행은 많은 성과를 내지 못했지만, 랍테프와 승무원들은 종종 육상 트레킹과 탐험을 통해 해당 지역의 중요한 지도를 제공했다.
탐험 후, 그는 발트 함대에서 군 복무를 계속했다. 랍테프는 1762년에 해군 소장으로 진급했으며 같은 해에 은퇴했다.

## 유산
레나강의 삼각주에 있는 곶과 볼쇼이 랴홉스키섬과 아시아 본토 사이의 해협은 그의 이름을 따서 명명되었다. 랍테프해 또한 드미트리 랍테프와 그의 사촌이자 북극 탐험가인 하리톤 랍테프의 이름을 따서 명명되었다.